# 銃後の守り
銃後の守り（じゅうごのまもり）とは、軍隊などで直接戦闘に参加したり戦闘部隊を支援する輸送部隊に参加するのではなく、それら軍隊が消費する資源・物資の供給を支えることによって戦争の遂行と勝利を支援するという考え方。戦場の後方である、銃後で働くことから。

## 概要
主に軍隊に入隊せず、軍需工場などで勤労し、戦争遂行に協力することを指すが、更には平時にあっては主要な労働者である青年-中年層の男子が兵士として前線に出払っている間、国内の産業・経済から交通など社会体制の維持に積極的に参加する概念を含んでいる。
この考え方は、第一次世界大戦以降、戦争の形態が従来の軍隊同士の散発的な衝突から、国家総力戦などでより大規模になっていく過程で発生した。ひとたび戦争が起これば、国内の労働力の少なからぬ部分が前線に兵力として駆り出され、後方の社会が労働力不足で混乱するほどになったほか、大規模な戦闘が都市や地域を巻き込み、非武装市民までもが戦禍を蒙るようにもなり、より一層銃後の守りを固める必要性が唱えられた。
なお直接には前線での戦闘には参加しないものではあるが、航空機の発達は制空権の状態にもよって易々とはるか後方の非武装地帯までもを攻撃することを可能としており、こと軍需工業地帯は銃後の守りとして生産に従事する労働者たちも空襲などの被害を蒙ることもある。

### 社会的影響
前述の通り、国家総力戦規模など戦争の拡大がその背景にあるが、一方で従来は労働力としてみなされていなかった側への労働機会拡大も発生している。この中では児童労働など問題視できるものも無いではないが、女性の社会進出へと繋がっていったケースも見られる。
ただ、元々その分野に必要な教育を受けていないものを急遽採用するなどの混乱もあり、製造分野では歩留まりの低下や労働災害の発生などといった問題も発生しうる。

## 第二次世界大戦中の日本
年齢的な制約や、病弱・女性であるなどの理由により、入隊できない者に対し、勤労動員をかけた。
また制空権をほとんど奪われた大戦末期では、日本各地の都市が爆撃に晒され消火活動や防火帯の造営に動員されたほか、『本土決戦』や『一億玉砕』を合言葉に、精神論的な修練の意味もあっただろうが直接戦闘を行うための訓練も行われた。こういった動きの中で広島市では後の平和大通りとなる防火帯造営のために動員された学生や市民らの頭上で原子爆弾が炸裂、膨大な死傷者を生んだりもしている。